# Hârșova
Hârșova (türkisch Hırsova, bulgarisch Хърсово Harsowo, ukrainisch Хиршова Chyrschowa, russisch Хыршова Chyrschowa) ist eine Stadt im Kreis Constanța in Rumänien.

## Lage
Hârșova liegt im Westen der Dobrudscha (Dobrogea) am rechten Ufer der hier nordwestwärts fließenden Donau. Die Kreishauptstadt Constanța befindet sich etwa 80 Kilometer südöstlich von Hârșova entfernt.

## Geschichte
Der Ort ist vermutlich seit dem Neolithikum durchgängig besiedelt. Archäologische Funde stammen auch aus der Eisen- und Bronzezeit. In dem letzten Jahrhundert v. Chr. siedelten Griechen in der Region. Im 1. Jahrhundert n. Chr. eroberten die Römer das Gebiet. Wegen der strategisch wichtigen Lage an einem Donauübergang errichteten sie auf einer Anhöhe über dem Fluss die Burg Carsium im Jahre 103 durch den römischen Kaiser Trajan. Nach der Teilung des Römischen Reiches 395 wurde Carsium Teil des Oströmischen Reiches. Im 7. Jahrhundert drangen die Bulgaren ein; 300 Jahre später kehrten die Byzantiner zurück und stellten die Festungsanlagen an der Donau – unter ihnen Carsium – wieder her. Im 11. Jahrhundert verloren sie die Dobrudscha wieder an die Bulgaren, bevor die Region 1410 in das Osmanische Reich eingegliedert wurde.
Die Türken übernahmen die Befestigungsanlagen und bauten sie aus. In der Folge erlebte die Stadt einen Aufschwung. Nach dem Russisch-Osmanischen Krieg (1828–1829) zerstörten die Russen die Festung und weite Teile der Stadt. Hârșova verlor an Bedeutung und gelangte im Ergebnis des Berliner Kongresses 1878 an Rumänien. Nach dem Zweiten Weltkrieg setzte in bescheidenem Umfang die Ansiedlung von Industriebetrieben ein. In den letzten Jahren der kommunistischen Herrschaft verfielen einige der alten Baudenkmäler oder wurden zerstört.
Die Herkunft des heutigen Namens der Stadt ist ungeklärt. Das Suffix ist slawischen Ursprungs. Der Wortstamm könnte ein Rudiment des antiken Namens Carsium sein; auch eine türkische Herkunft wird diskutiert.
Die wichtigsten Wirtschaftszweige sind die Landwirtschaft, die Lebensmittelverarbeitung und der Tourismus.

## Bevölkerung
1930 waren von den etwa 3500 Einwohnern circa 600 Türken, die übrigen Rumänen. Seit dem Ende des Zweiten Weltkrieges stieg die Bevölkerungszahl von 3726 im Jahr 1948 auf 10.394 im Jahr 1992. 2002 lebten in Hârșova 10.097 Personen, darunter 8987 Rumänen, 983 Türken, 76 Roma, 31 Russen bzw. Lipowaner und 12 Ungarn. 9674 wohnten in der eigentlichen Stadt, 423 in der eingemeindeten Ortschaft Vadu Oii.

## Verkehr
Hârșova hat keinen Bahnanschluss. Durch die Stadt verläuft die Nationalstraße 2 – hier Teil der Europastraße 60 –, die über die von 1966 bis 1970 errichtete Giurgeni-Vadu-Oii-Brücke über die Donau führt. Es bestehen Busverbindungen nach Constanța.
Die Stadt liegt am Donauradweg, einem internationalen Fernradweg.

## Sehenswürdigkeiten
- Thermalquellen
- Reste der römischen Burg und der osmanischen Festung
- archäologische Stätten aus römischer, byzantinischer und türkischer Zeit

## Söhne und Töchter der Stadt
- Vasilică Cristocea (* 1980), Fußballspieler